# 新原秀人
新原 秀人（しんばら ひでと、1962年4月29日 - ）は、日本の政治家、歯科医師。
衆議院議員（1期）、兵庫県議会議員（2期）、神戸市議会議員（2期）などを務めた。

## 経歴
兵庫県神戸市兵庫区金平町生まれ。神戸市立板宿小学校、神戸市立飛松中学校、兵庫県立長田高等学校を経て、1994年、大阪大学歯学部卒業。1996年、歯科クリニックを開業。
2003年、神戸市議会議員選挙須磨区選挙区当選。2005年、自由民主党兵庫県連の政調会長に就任。2007年、兵庫県議会議員選挙神戸市垂水区選挙区当選。2008年、京都大学大学院経済学研究科（公共政策専攻）修了。2010年、自民党兵庫県連の副政調会長に就任。
2012年3月、維新政治塾に参加。同年4月、自民党兵庫県連の副幹事長に就任。同年8月1日、兵庫県議会議員を辞職し、自民党兵庫県連に離党届を提出。同年12月、第46回衆議院議員総選挙で兵庫3区に日本維新の会から出馬。自民党元職の関芳弘に敗れたが、比例近畿ブロックで復活し初当選。
2014年12月の第47回衆議院議員総選挙に再度兵庫3区から維新の党から出馬。関に再度敗れ、比例復活もならず落選した。
2015年4月12日、神戸市議会議員選挙に兵庫区選挙区から維新の党公認で立候補し当選。同年末に維新の党が分裂し、12月におおさか維新の会の兵庫県支部として「兵庫維新の会」が設立されると、「野党再編の動きをみたい」と述べ無所属で活動する意向を示した。
その後、2018年5月に結党された国民民主党に参加。同党から次期市議選の公認内定を受けていたが後にこれを辞退し、2019年3月、兵庫県議会議員選挙に神戸市須磨区選挙区から無所属で立候補したが、落選した。

## 不祥事

### 診療報酬過大請求・診療内容偽装
携わっていた歯科医院が診療報酬を過大に請求していたことが2013年に判明した。保険適用外の治療なのに適用内と偽ったり、安価な素材を用いて入れ歯の治療をしながら高価な合金を使ったと装うなどの手口で、診療報酬を過大に請求していた。新原は、窓口で実際よりも高い治療費を支払った患者28人に対しては謝罪を済ませ返金した、と主張している。

### 迂回献金疑惑
2013年、新原自らが代表を務める政党支部や後援会を使って寄付を4324万8449円還流（迂回献金）させていたことが判明し、新原も後援会などに直接寄付した場合は対象外になる所得税控除を受けていたことを認めた。

### 公職選挙法違反
2003年の神戸市議会議員選挙において、運動員に投票依頼などの活動で報酬を約束したとして、新原の後援会責任者（事務局長）が公職選挙法違反（買収）の疑いで逮捕された。

## 政策
- 選択的夫婦別姓制度導入について、「どちらとも言えない」としている[18]。